# Sanheribs kampanj i Levanten
Sanheribs kampanj i Levanten ägde rum 701 f.Kr.. Efter att kung Sanherib av Assyrien erövrat Babylon beslutade han sig för att säkra det assyriska imperiets västra delar. Kung Hiskia av Juda hade där frånsagt sig sin vasallstatus till Assyrien och vägrade nu betala tribut, han hade dessutom skapat en allians med mindre stater i området för att motstå assyrierna om de skulle anfalla. I övrigt hade farao Taharqa av det kushitiska Egypten utlovat sitt stöd till upprorsmännen. 
Sanherib drog snabbt in i Levanten. Han intog städerna Sidon och Ashkelon samt en rad mindre städer och utförde där brutala utrensningar. Detta fick Byblos, Ashdod, Ammon, Moab och Edom att kapitulera utan motstånd. Sanherib begav sig sedan till Ekron som belägrades. Den egyptiska stödarmén anlände för att befria staden men de besegrades och Ekron kapitulerade. därefter begav sig Sanherib in i Juda där han erövrade Azekah och Lachish innan han slutligen belägrade Jerusalem som dock aldrig intogs. Sanherib drog sig tillbaka och resten av Juda delades upp mellan de assyriska vasallkungarna i Ekron, Gaza och Ashdod. Kampanjen resulterade i förstörelsen av 46 befästa städer och flera mindre städer samt att 200,150 judar tvingades i exil.